# Polyura lissainei
Polyura lissainei är en fjärilsart som beskrevs av Robert Christopher Tytler 1915. Polyura lissainei ingår i släktet Polyura och familjen praktfjärilar. Inga underarter finns listade i Catalogue of Life.